# Савич Олексій Олексійович
Олексі́й Олексі́йович Са́вич, (нар. 10 квітня 1963 року) — полковник Збройних сил України, командир окремого мотопіхотного батальйону «Київська Русь».

## Біографія
Народився 10 квітня 1963 року.
Учасник трьох воєн, досвідчений офіцер, полковник запасу ЗСУ. Один із засновників 11-го батальйону територіальної оборони (11 бТрО). Після початку АТО на сході України стає начальником штабу батальйону — з 19 березня 2014 року; від 23 серпня — комбат 11 б ТрО; з 21 жовтня — командир 11 омб «Київська Русь». Заступник начальника управління Генерального Штабу ЗС України.

## Громадська діяльність

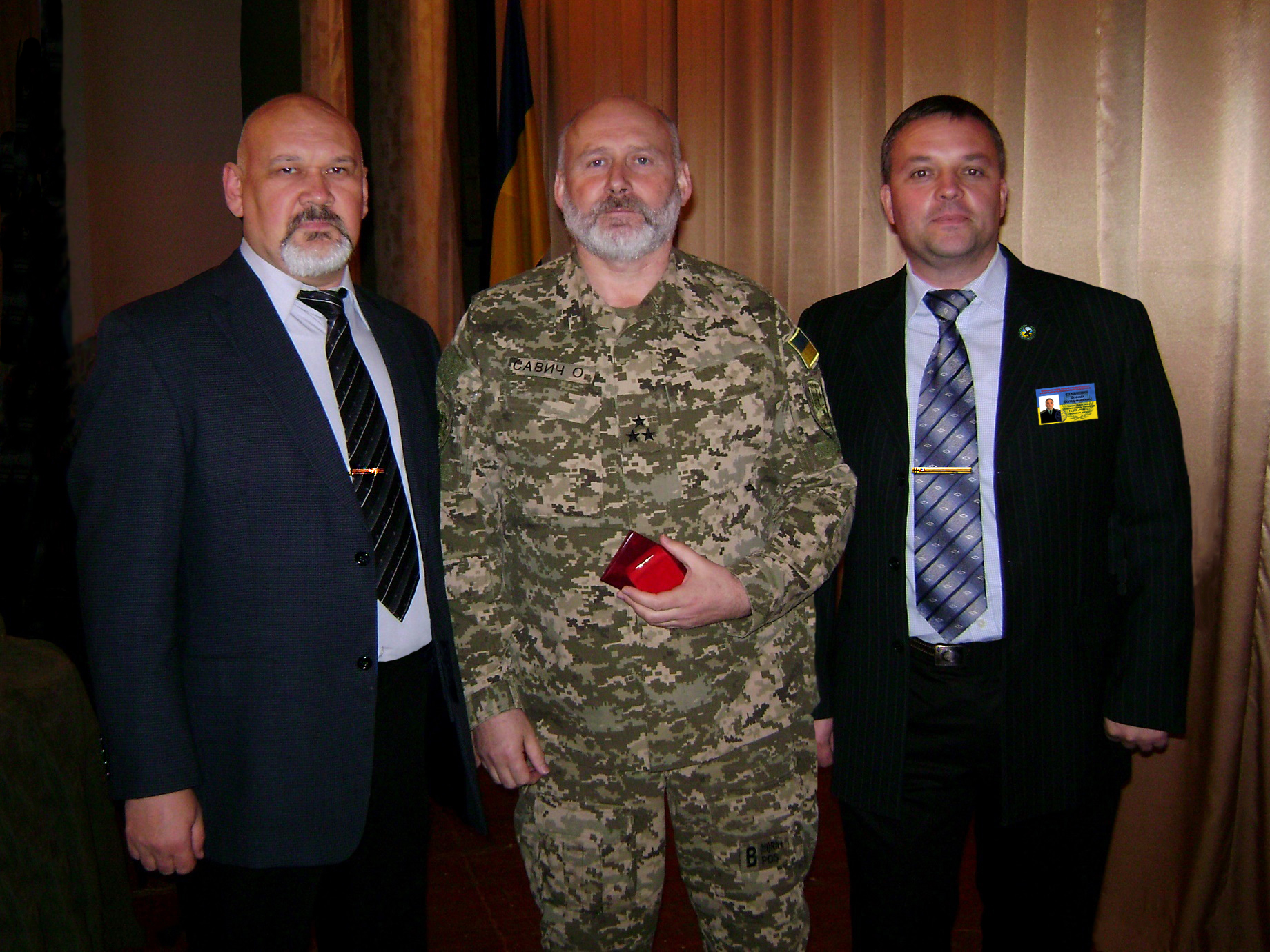
Представники Ради ГС «ВО „ФОМУ“»

Олексій Олексійович проводить активну громадську роботу. Він засновник і голова ради Громадської спілки «Всеукраїнське об'єднання „Федерація організацій миротворців України“» — всеукраїнського громадського об'єднання учасників та ветеранів операцій з підтримання миру, метою якої є захист прав і свобод, задоволення суспільних, зокрема економічних, соціальних, національно-культурних, творчих та інших інтересів громадян, у тому числі соціально незахищених: ветеранів (інвалідів) війн і збройних конфліктів, військової служби та правоохоронних органів, учасників бойових дій, членів їх сімей, а також сприяння поширенню цінностей громадянського суспільства, як основи для консолідації нації і поступального розвитку України.
Голова ревізійної комісії Всеукраїнського об'єднання «Союз учасників миротворчих операцій».
Входить до складу і проводить активну роботу у Громадських радах при Міністерстві оборони України; — при Державній службі України у справах ветеранів війни та учасників антитерористичної операції; — при Київській обласній державній адміністрації.
На позачергових виборах народних депутатів України 26 жовтня 2014 року балотувався у загальнодержавному багатомандатному виборчому окрузі по виборчому списку кандидатів у народні депутати України партії «Зелена планета». До парламенту не пройшов.

## Сімейний стан
Має дружину, Євгенію (вона також військовослужбовець, старший сержант запасу). Одна донька.

## Нагороди
29 вересня 2014 року — за особисту мужність і героїзм, виявлені у захисті державного суверенітету та територіальної цілісності України, вірність військовій присязі під час російсько-української війни, відзначений — нагороджений орденом Богдана Хмельницького III ступеня.
Почесна відзнака Начальника Генерального штабу — Головнокомандувача Збройних Сил України «Слава і честь» — за визначний особистий внесок у справу розбудови і розвитку Збройних Сил України, підтримання високої бойової та мобілізаційної готовності військ, зміцнення обороноздатності та безпеки держави.
Нагороджений медалями та відзнаками Міністерства оборони України та інших силових структур держави.